# KBO 리그 탈삼진 관련 기록
다음은 대한민국의 프로 야구 탈삼진 관련 기록이다.

## 통산 기록

### 개인 통산 최다 탈삼진 순위
아래 기록은 2024년 9월 17일 현재 기록이다. 10위 이후의 기록 /기록 추이 /연도별 통산 순위는 한국 프로 야구 개인 통산 최다 탈삼진 항목 참조.
(진한 색 줄은 현역)
| 순위 | 탈삼진 수 | 선수   | 소속                     | 기간                                | 시즌 수 | 통산 경기수 | 주석 및 기타 |
| 1    | 2072개    | 양현종 | KIA                      | 2007~2020년/2022~2024년             | 17시즌  | 512경기     |              |
| 2    | 2048개    | 송진우 | 빙그레 - 한화            | 1989~2009년                         | 21시즌  | 672경기     |              |
| 3    | 1900개    | 김광현 | SK - SSG                 | 2007~2016년/2018~2019년/2022~2024년 | 15시즌  | 385경기     |              |
| 4    | 1751개    | 이강철 | 해태 - 삼성 - 해태 - KIA | 1989~2005년                         | 16시즌  | 602경기     |              |
| 5    | 1698개    | 선동열 | 해태                     | 1985~1995년                         | 11시즌  | 367경기     |              |
| 6    | 1661개    | 정민철 | 빙그레 - 한화            | 1992~1999년/2002~2009년             | 16시즌  | 393경기     |              |
| 7    | 1474개    | 임창용 | 해태 - 삼성 - KIA        | 1995~2018년                         | 17시즌  | 760경기     |              |
| 8    | 1436개    | 배영수 | 삼성 - 한화 - 두산       | 2000~2006년/2008~2019년             | 19시즌  | 499경기     |              |
| 9    | 1421개    | 박명환 | OB - 두산 - LG - NC      | 1996~2010년/2014~2016년             | 17시즌  | 326경기     |              |
| 10   | 1413개    | 차우찬 | 삼성 - LG - 롯데         | 2006~2023년                         | 18시즌  | 457경기     |              |

### 개인 통산 최다 탈삼진 기록 추이
| 기록  | 선수   | 소속 | 날짜           | 구장 | 상대팀 | 상대 타자 | 경기 수 | 달성 당시 나이 | 주석 및 기타 |
| 100개 | 노상수 | 롯데 | 1982년         |      |        |           |         |                |              |
| 200개 | 이상윤 | 해태 | 1983년 8월 3일 | 잠실 | MBC    | 김인식    |         |                | [ 1 ]        |

## 시즌 기록

### 한 시즌 개인 최다 탈삼진 기록 순위
| 순위 | 기록  | 선수          | 소속 | 연도   | 이닝 수 | 주석 및 기타 |
| 1    | 225개 | 아리엘 미란다 | 두산 | 2021년 | 173.2   |              |
| 2    | 224개 | 안우진        | 키움 | 2022년 | 196     |              |
| 3    | 223개 | 최동원        | 롯데 | 1984년 | 284.2   |              |
| 4    | 221개 | 주형광        | 롯데 | 1996년 | 216.2   |              |
| 5    | 220개 | 장명부        | 삼미 | 1983년 | 427.1   |              |
| 6    | 215개 | 에르난데스    | SK   | 2001년 | 233.2   |              |
| 7    | 214개 | 선동열        | 해태 | 1986년 | 262.2   |              |
| 8    | 210개 | 선동열        | 해태 | 1991년 | 203     |              |

### 한 경기 양팀 최다 탈삼진 기록 추이
| 기록 | 팀                        | 투수                                                                | 날짜            | 구장 | 경기 결과          | 주석 및 기타 |
| 23개 | MBC (10개) / 롯데 (13개)  | MBC: 이선희 (6개 - 승) / 김용수 (4개 - 세) 롯데: 최동원 (13개 - 패) | 1987년 4월 21일 | 사직 | 3- 2 MBC 승        | 종전 22개    |
| 25개 | 해태 (16개) - OB (9개)    | 해태: 선동열 (16개-완봉승) OB: 박철순 (5개-패)/ 김동현 (4개)        | 1992년 4월 11일 | 잠실 | 5-0 해태 승        | [ 3 ]        |
| 29개 | 태평양 (16개) / LG (13개) | 김홍집 승 차동철 패                                                 | 1993년 6월 20일 | 인천 | 3 - 4 (13회)       | [ 4 ]        |
| 35개 | 한화 (20개) / OB (15개)   | 이광우 (승) /구대성 (패)                                            | 1997년 4월 12일 | 대전 | 4-2 OB 승 (13회)   | [ 5 ]        |
| 38개 | 두산 (22개) / 한화 (16개) | 김상현 (승) / 안영명(패)                                            | 2008년 9월 3일  | 잠실 | 1-0 두산 승 (18회) | [ 6 ]        |

### 한 경기 한 팀 최다 탈삼진 기록 추이
| 기록 | 팀   | 투수 | 날짜            | 구장 | 상대 팀 | 경기 결과 | 주석 및 기타 |
| 22개 | 두산 |      | 2008년 9월 3일  | 잠실 | 한화    | 두산 승   | 무기한 연장  |
| 20개 | 한화 |      | 2025년 5월 17일 | 대전 | SSG     | 한화 승   | 정규이닝     |

### 9이닝 개인 최다 탈삼진
| 기록 | 선수       | 소속   | 날짜            | 구장     | 상대팀 | 상대 타자  | 경기 결과 | 주석 및 기타 |
| 13개 | 미란다     | 두산   | 2021년 9월 25일 | 잠실     | 한화   |            | 1 - 5     | 패전         |
| 13개 | 파슨스     | NC     | 2021년 9월 19일 | 창원     | KT     | 6회 김태훈 | 2 - 8     | 노디시전     |
| 13개 | 플렉센     | 두산   | 2020년 9월 22일 | 대전     | 한화   | 6회 송광민 | 1 - 5     | 노디시전     |
| 13개 | 구창모     | NC     | 2019년 7월 11일 | 부산     | 롯데   |            | 4 - 0     | 승리 투수    |
| 13개 | 맥과이어   | 삼성   | 2019년 4월 21일 | 대전     | 한화   |            | 16 - 0    | 노히트노런   |
| 13개 | 린드블럼   | 두산   | 2018년 6월 7일  | 고척     | 넥센   |            | 3 - 0     | 승리 투수    |
| 13개 | 김광현     | SK     | 2016년 6월 23일 | 행복드림 | LG     | 9회 장준원 | 10 - 2    | 완투승       |
| 13개 | 차우찬     | 삼성   | 2015년 9월 22일 | 대구     | NC     | 7회 지석훈 | 2 - 0     | 승리 투수    |
| 13개 | 해커       | NC     | 2013년 9월 27일 | 마산     | 한화   | 8회 이대수 | 3 - 2     | 승리 투수    |
| 13개 | 윤성환     | 삼성   | 2013년 5월 17일 | 마산     | NC     |            | 2 - 1     | 노디시전     |
| 13개 | 바티스타   | 한화   | 2013년 4월 4일  | 대전     | KIA    |            | 4 - 12    | 패전         |
| 13개 | 윤석민     | KIA    | 2012년 9월 26일 | 대구     | 삼성   |            | 3 - 0     | 완봉승       |
| 13개 | 바티스타   | 한화   | 2012년 9월 16일 | 목동     | 넥센   |            | 8 - 2     | 승리 투수    |
| 13개 | 류현진     | 한화   | 2012년 5월 31일 | 대전     | 삼성   |            | 2 - 3     | 노디시전     |
| 13개 | 류현진     | 한화   | 2012년 4월 13일 | 문학     | SK     |            | 0 - 1     | 노디시전     |
| 13개 | 강윤구     | 넥센   | 2012년 4월 11일 | 목동     | SK     |            | 1 - 5     | 패전         |
| 13개 | 류현진     | 한화   | 2010년 8월 8일  | 대전     | 롯데   |            | 4 - 2     | 승리 투수    |
| 13개 | 류현진     | 한화   | 2010년 6월 1일  | 문학     | SK     |            | 3 - 0     | 완봉승       |
| 13개 | 류현진     | 한화   | 2009년 8월 30일 | 대전     | LG     |            | 8 - 2     | 승리 투수    |
| 13개 | 전병두     | SK     | 2009년 5월 23일 | 문학     | 두산   |            | 1 - 2     | 패전         |
| 13개 | 류현진     | 한화   | 2007년 4월 24일 | 대전     | LG     |            | 3 - 2     | 완투승       |
| 13개 | 이승호     | SK     | 2006년 4월 2일  | 문학     | 롯데   |            | 2 - 1     | 노디시전     |
| 13개 | 레스       | KIA    | 2001년 9월 6일  | 문학     | SK     |            | 5 - 1     | 완투승       |
| 13개 | 에르난데스 | SK     | 2001년 8월 30일 | 대전     | 한화   |            | 4 - 1     | 완투승       |
| 13개 | 이상윤     | 해태   | 1983년 5월 25일 | 광주     | 롯데   | 9회 김용철 | 2 - 0     | 완봉승       |
| 14개 | 소사       | LG     | 2018년 5월 24일 | 잠실     | NC     |            | 4 - 0     | 완봉승       |
| 14개 | 차우찬     | 삼성   | 2015년 9월 22일 | 대구     | NC     |            | 2 - 0     | 승리 투수    |
| 14개 | 한현희     | 넥센   | 2015년 4월 10일 | 목동     | KT     |            | 6 - 0     | 승리 투수    |
| 14개 | 밴덴헐크   | 삼성   | 2014년 9월 5일  | 대구     | 한화   |            | 8 - 0     | 승리 투수    |
| 14개 | 바티스타   | 한화   | 2013년 6월 2일  | 대전     | NC     | 8회 나성범 | 5 - 1     | 승리 투수    |
| 14개 | 윤석민     | KIA    | 2012년 4월 17일 | 목동     | 넥센   |            | 2 - 1     | 완투승       |
| 14개 | 류현진     | 한화   | 2009년 7월 30일 | 대전     | 두산   |            | 1 - 2     | 패전         |
| 14개 | 류현진     | 한화   | 2009년 7월 11일 | 잠실     | LG     |            | 8 - 0     | 완봉승       |
| 14개 | 배영수     | 삼성   | 2005년 4월 8일  | 대구     | 현대   |            | 1 - 2     | 완투패       |
| 15개 | 강길룡     | 쌍방울 | 1992년 4월 15일 | 전주     | 해태   |            | 4 - 0     | 완봉승       |
| 16개 | 이대진     | 해태   | 1998년 5월 14일 | 인천     | 현대   |            | 4 - 0     | 완봉승       |
| 16개 | 선동열     | 해태   | 1992년 4월 11일 | 잠실     | OB     |            | 5 - 0     | 완봉승       |
| 16개 | 최동원     | 롯데   | 1983년 6월 7일  | 부산     | 삼성   |            | 0 - 5     | 패전         |
| 17개 | 류현진     | 한화   | 2010년 5월 11일 | 청주     | LG     | 9회 이병규 | 3 - 1     | 완투승       |
| 18개 | 폰세       | 한화   | 2025년 5월 17일 | 대전(신) | SSG    | 8회 최준우 | 1 - 0     | 승리 투수    |

## 연속 탈삼진

### 최다 연속 타자 탈삼진 기록 추이
| 기록 | 선수   | 소속 | 날짜               | 구장       | 상대                                          | 경기 결과  | 주석 및 기타            |
| 9개  | 전병두 | SK   | 2009년 5월 23일    | 문학       | 두산 1회 1사: 김현수 - 4회 무사: 임재철       | 1-2 패전   |                         |
| 9개  | 선동열 | 해태 | 1995년 9월 7~12일  | 대구/ 광주 | 삼성(8회 1사후 5개) / 한화(8회 2사후 4개)     |            | 삼성 전, 한화 전 세이브 |
| 9개  | 선동열 | 해태 | 1995년 8월 23~27일 | 광주/ 대전 | 쌍방울(8회 2사후 4개) / 한화(8회 1사 후 5개)  |            | 쌍방울 전 세이브,       |
| 10개 | 이대진 | 해태 | 1998년 5월 14일    | 인천       | 현대 1회 2사: 스콧 쿨바 - 4회 무사: 스콧 쿨바 | 4-0 완봉승 | [ 13 ]                  |

### 한 경기 최다 연속 탈삼진 기록 추이
| 기록 | 선수   | 소속 | 날짜             | 구장     | 상대팀 | 상대 타자                                               | 경기 결과 | 주석 및 기타                                                         |
| 6개  | 김광현 | SK   | 2019년 5월 9일   | 행복드림 | 한화   | 1회: 송광민 - 2회: 최재훈                               | 1 - 6 패  | 패전                                                                 |
| 6개  | 오승환 | 삼성 | 2013년 10월 25일 | 대구     | 두산   | 9회: 임재철 - 10회: 홍성흔                              | 1 - 2 패  | 13년 한국시리즈 2차전, 9회 구원 등판, 패전                           |
| 6개  | 윤성환 | 삼성 | 2013년 5월 17일  | 마산     | NC     | 4회: 조영훈 - 5회 박정준                                | 2 - 1 승  | 노디시전                                                             |
| 6개  | 김광현 | SK   | 2010년 10월 15일 | 잠실     | 삼성   | 1회: 김상수 - 3회: 강봉규                               | 9 - 5 승  | 10년 한국시리즈 1차전, 노디시전                                      |
| 6개  | 박동희 | 롯데 | 1990년 4월 11일  | 대구     | 삼성   | 7회: 유중일, 이종두, 강기웅 8회: 장태수, 김성래, 박승호 | 11 - 2 승 | 프로 첫 경기 출장, 6회 구원 등판                                     |
| 6개  | 최동원 | 롯데 | 1985년           |          | MBC    |                                                         |           |                                                                      |
| 7개  | 윤희상 | SK   | 2013년 9월 19일  | 문학     | LG     | 2회: 오지환 - 4회: 이병규                               | 8 - 2 승  | 승리 투수                                                            |
| 7개  | 권명철 | OB   | 1997년 4월 11일  | 인천     | 현대   | 7회: 백성진 - 9회: 김형남                               | 8 - 4     | [ 15 ]                                                               |
| 8개  | 선동열 | 해태 | 1989년 10월 17일 | 인천     | 태평양 | 4회: 김동기 - 8회: 김윤환                               | 5 - 1 승  | 89년 플레이오프 3차전, 4회 구원 등판, 승리 투수 포스트시즌 최다 기록 |
| 9개  | 전병두 | SK   | 2009년 5월 23일  | 문학     | 두산   | 1회: 김현수 - 4회: 임재철                               | 1 - 2 패  | 패전                                                                 |
| 10개 | 이대진 | 해태 | 1998년 5월 14일  | 인천     | 현대   | 1회: 쿨바 - 4회: 쿨바                                   | 4 - 0 승  | 완봉승                                                               |